# Sub Plai
Sub Plai – wieś w Rumunii, w okręgu Caraș-Severin, w gminie Cornereva. W 2011 roku liczyła 94 mieszkańców. 